# Merkurova atmosfera
Merkur ima vrlo slabu i vrlo varijabilnu atmosferu (površinski povezanu egzosferu) koja sadrži vodik, helij, kisik, natrij, kalcij, kalij i vodenu paru, s razinom kombiniranom tlaka od oko 10 -14 bara (1 Npa ). Egzosferne vrste potječu ili iz Sunčevog vjetra ili iz planetarne kore. Sunčeva svjetlost gura atmosferske plinove dalje od Sunca, stvarajući rep sličan kometnom repu iza planeta. 
Postojanje Merkurove atmosfere bilo je sporno prije 1974. godine, iako se do tada stvorio konsenzus da Merkuru, poput Mjeseca, nedostaje bilo kakva značajna atmosfera. Taj zaključak potvrđen je 1974. godine kada je bespilotna svemirska sonda Mariner 10 otkrio samo slabu i tanku egzosferu. Kasnije, 2008. godine, poboljšana mjerenja dobivena su pomoću svemirske letjelice MESSENGER, koja je otkrila magnezij u Merkurovoj egzosferi. 

## Sastav
|                             |                            |
| Plin                        | Obujam                     |
| Kisik (O2)                  | 42%                        |
| Natrij (Na)                 | 29%                        |
| Vodik (H2)                  | 22%                        |
| Helij (He)                  | 6%                         |
| Voda (H2O)                  | 5 do 10%                   |
| Dušik (N2)                  | mogući tragovi u atmosferi |
| Neon (Ne)                   | mogući tragovi u atmosferi |
| Kripton (Kr)                | mogući tragovi u atmosferi |
| Argon (Ar)                  | mogući tragovi u atmosferi |
| Ugljikov (IV) dioksid (CO2) | mogući tragovi u atmosferi |
| Ksenon (Xe)                 | mogući tragovi u atmosferi |

Merkurovu egzosferu čine razne vrste koje potječu iz sunčevog vjetra ili iz planetarne kore. Prvi otkriveni sastojci bili su atomski vodik (H), helij (He) i atomski kisik (O), koji su uočeni fotometrom za ultraljubičasto zračenje iz svemirske sonde Mariner 10 1974. godine. Procjenjuje se da se koncentracije tih elemenata u blizini površine razlikuju od 230 cm -3 za vodik do 44.000 cm -3 za kisik, s intermedijarnom koncentracijom helija. Sonda MESSENGER je 2008. potvrdila prisutnost atomskog vodika, iako je njegova koncentracija izgledala veća od procjene iz 1974. godine. Smatra se da egzosferni vodik i helij potječu iz sunčevog vjetra, dok će kisik vjerojatno biti jezgrenog podrijetla. 
Četvrta vrsta otkrivena u egzosferi Merkura bio je natrij (Na). Natrij su otkrili 1985. Drew Potter i Tom Morgan, koji su promatrali Fraunhoferove emisijske linije 589 i 589.6   nm. Prosječna gustoća ovog elementa je oko 1× 1011 cm −2. Natrij je promatran kako se koncentrira u blizini polova, tvoreći svijetle mrlje. Njegovo se obilježje također povećava u blizini zone terminatora tijekom zore u usporedbi sa zonom terminatora tijekom sumraka. Neka su istraživanja tvrdila povezanost obilnosti natrija s određenim površinskim značajkama, poput bazena Caloris ili radio svijetlih mrlja; no ovi rezultati ostaju kontroverzni. Godinu dana nakon otkrića natrija, Potter i Morgan izvijestili su da je kalij (K) također prisutan u egzosferi Merkura, iako je gustoća stupca dva reda magnitude jača od one natrija. Svojstva i prostorna raspodjela ova dva elementa inače su vrlo slična. 1998. godine otkriven je još jedan element, kalcij (Ca), s gustoćom stupca tri veličine jače od natrija. Promatranja sonde MESSENGER 2009. pokazala su da je kalcij koncentriran uglavnom u blizini ekvatora - suprotno onome što se primjećuje za natrij i kalij. Daljnja opažanja Messengera izvijestila su 2014. da atmosferu dopunjuju materijali ispareni s površine sporadični i meteorski kiši povezani s Cometom Enckeom .
U 2008. godini instrument Fast Imaging Plasma Spectrometer (FIPS) na sondi MESSENGER je otkrio nekoliko različitih molekulskih iona i u blizini Merkura, uključujući H2O+ (ioniziranu vodenu paru) i H2S + (ioniziran sumporovodik). Njihovo obilje u odnosu na natrij iznosi oko 0,2, odnosno 0,7. Drugi ioni, kao što su H3O+ (hidronij) OH (hidroksil), O2+ i Si+ su također prisutni. Tijekom svog preleta 2009., Ultraljubičasti i vidljivi spektrometar (Ultraviolet and Visible Spectrometer, UVVS) na sondi MESSENGER prvi je otkrio prisustvo magnezija u Merkurovoj egzosferi. Obilje ovog novootkrivenog sastojka od blizu površine približno je usporedivo s natrijem.

## Svojstva
Mariner 10 je ultraljubičastim opažanjima utvrdio je gornju granicu površinske gustoće egzosfere na oko 105 čestica po kubnom centimetru. To odgovara površinskom tlaku nižem od 10−14 bara (1 nPa).
Temperatura egzosfere Merkura ovisi o vrstama kao i zemljopisnom položaju. Za egzosferni atomski vodik čini se da je temperatura oko 420 K, vrijednost koju očitavaju i Mariner 10 i MESSENGER. Temperatura natrija je znatno viša i dostiže 750-100 K na ekvatoru i 1.500–3.500 K na polovima. Neka zapažanja pokazuju da je Merkur okružen vrućom koronom atoma kalcija s temperaturom između 12 000 i 20 000 K.

### Rep
Zbog blizine Merkura do Sunca, pritisak sunčeve svjetlosti mnogo je jači nego u blizini Zemlje. Sunčevo zračenje gura neutralne atome dalje od Merkura, stvarajući rep poput kometnog repa. Glavni sastojak repa je natrij, koji je otkriven nakon 24 milijuna km (1000 RM) od planeta. Taj se natrijev rep brzo širi na promjer od oko 20 000 km na udaljenosti od 17 500 km. MESSENGER je 2009. također otkrio kalcij i magnezij u repu, iako su ti elementi primijećeni samo na udaljenosti manjoj od 8 RM. 